# سوریاگودا
سوریاگودا (به لاتین: Suriyagoda) یک منطقهٔ مسکونی در سری‌لانکا است که در استان مرکزی (سری‌لانکا) واقع شده‌است.